# Zurban
 (février 2013).
Si vous disposez d'ouvrages ou d'articles de référence ou si vous connaissez des sites web de qualité traitant du thème abordé ici, merci de compléter l'article en donnant les références utiles à sa vérifiabilité et en les liant à la section « Notes et références ».
Zurban était un magazine culturel à destination des lecteurs d'Île-de-France. Il a été créé en 2000 et sa publication a été arrêtée en 2006.
Créé le 30 août 2000 par Alban Sauvanet, Zurban (successivement baptisé Zurban.com, puis Zurban Paris) était un « city guide » hebdomadaire tout d'abord indépendant, puis propriété à partir de 2002 du groupe Hachette Filipacchi Médias. Zurban se voulait un guide parisien à l'intention d'un lectorat urbain attentif aux modes et revendiquait sa ligne éditoriale « bobo ». Hachette Filipacchi Medias, également propriétaire de magazines culturels parisiens concurrents tels que Pariscope et Elle à Paris fit le choix d'abandonner la publication le 14 juin 2006 et Zurban subit le même sort que 7 à Paris treize ans plus tôt.
Le journal était dirigé par Janine Casevecchie. Ses pages ont accueilli les plumes de  Catherine Germain-Lucker, Brigitte Benkemoun, Fabrice Lanfranchi, Nicolas Rey, Robert Sender, Baudouin Eschapasse, Claire Vassé, N.T. Binh, Charlotte Lipinska, Stéphane Brisset, Cécile Pillet, Eric Quéméré, Véronique Le Bris, Olivier Pélisson, Yasmine Youssi, Mathieu Dupont, Marion Dupuis, Sébastien Demorand et Sandrine Pereira, entre autres.
| Image externe |                           |
|               | Une couverture de Zurban. |